# Мінонг (Вісконсин)
Мінонг (англ. Minong) — селище (англ. village) в США, в окрузі Вошберн штату Вісконсин. Населення — 548 осіб (2020).

## Географія
Мінонг розташований за координатами 46°5′51″ пн. ш. 91°49′35″ зх. д. / 46.09750° пн. ш. 91.82639° зх. д. (46.097485, -91.826353).  За даними Бюро перепису населення США в 2010 році селище мало площу 3,87 км², з яких 3,85 км² — суходіл та 0,02 км² — водойми.

## Демографія
Згідно з переписом 2010 року, у селищі мешкало 527 осіб у 238 домогосподарствах у складі 129 родин. Густота населення становила 136 осіб/км².  Було 277 помешкань (72/км²).
Расовий склад населення:
| - 93,0 % — білих - 0,4 % — корінних американців - 0,4 % — чорних або афроамериканців - 0,2 % — азіатів - 4,6 % — осіб інших рас |

До двох чи більше рас належало 1,5 %. Частка іспаномовних становила 6,1 % від усіх жителів.
За віковим діапазоном населення розподілялося таким чином: 25,2 % — особи молодші 18 років, 53,0 % — особи у віці 18—64 років, 21,8 % — особи у віці 65 років та старші. Медіана віку мешканця становила 41,3 року. На 100 осіб жіночої статі у селищі припадало 108,3 чоловіків;  на 100 жінок у віці від 18 років та старших — 106,3 чоловіків також старших 18 років.
Середній дохід на одне домашнє господарство  становив 43 641 долар США (медіана — 38 958), а середній дохід на одну сім'ю — 49 689 доларів (медіана — 44 643). Медіана доходів становила 51 250 доларів для чоловіків та 30 000 доларів для жінок. За межею бідності перебувало 25,2 % осіб, у тому числі 55,3 % дітей у віці до 18 років та 7,3 % осіб у віці 65 років та старших.
Цивільне працевлаштоване населення становило 168 осіб. Основні галузі зайнятості: виробництво — 27,4 %, роздрібна торгівля — 13,7 %, транспорт — 11,9 %, мистецтво, розваги та відпочинок — 10,7 %.